# 망령 (스타크래프트)
망령(영어: Wraith)은 스타크래프트 종족인 테란의 유닛이다. 우주공항에서 생산이 가능하다.

## 특징
망령은 스타크래프트와 스타크래프트 리마스터에선 Wraith란 영단어를 그대로 한글로 음역한 레이스란 이름으로 불리며 스타크래프트 2에선 한국어로 번역한 망령으로 불린다. 테란의 기본 전투 공중 유닛으로 기본 체력 120에 방어력이 0으로 없다. 생산하는데 필요한 가격은 미네랄:150, 가스:100이며 2의 인구수를 소모한다. 스타포트만 지으면 바로 생산할 수 있으며 지대공 공격은 20의 폭발형 공격을 하며 지대지 공격은 8의 일반형 공격을 한다. 스타포트의 애드온 건물인 컨트롤 타워에서 은폐장 연구를 통해 은폐할 수 있는 능력을 가지며 이외에 컨트롤 타워에선 아폴로 반응로를 연구하여 망령의 마나를 200에서 250으로 늘려줄 수 있다. 은폐하는 동안에는 25의 마나를 소모하게 된다. 망령은 테테전에서 많이 사용되며 테저전에서도 투스타 레이스 등의 전략을 사용할 때나 기타 스카이 테란 등등을 사용할 때 많이 사용된다. 테프전에서는 캐리어를 기습적으로 상대할 때 외에는 잘 사용하지않으며 우주모함은 보통 테란이 망령보단 골리앗으로 대응한다. 스타크래프트 2에서는 미네랄:150, 가스:150으로 가스 가격이 50 더 올랐으며 인구수가 2로 더 늘었지만 대신 기존 은폐 기능에서 변위장과 토마호크 전지란 기술을 사용할 수 있고 체력이 125로 더 높아졌다. 망령의 영웅 유닛으론 톰 카잔스키가 있으며 톰 카잔스키는 체력 500, 공대공 공격력 50, 공대지 공격력 16, 방어력 4의 유닛으로서 이는 배틀크루저급의 능력치를 가진 유닛이 된다.

## 같이 보기
- 스타크래프트
- 테란